# یوجی ساکاکورا
یوجی ساکاکورا (به انگلیسی: Yuji Sakakura) بازیکن فوتبال اهل ژاپن و عضو تیم ملی فوتبال ژاپن است که در تاریخ ۲۷ ژوئیه ۱۹۹۰ میلادی اولین بازی ملی‌اش را انجام داد. او در ۶ بازی ملی حضور داشت و آخرین بازی ملی خود را در تاریخ ۲۷ ژوئیه ۱۹۹۱ میلادی انجام داد. یوجی ساکاکورا در بازی‌های ملی‌اش
گلی به ثمر نرساند.